# Burak (rumak)

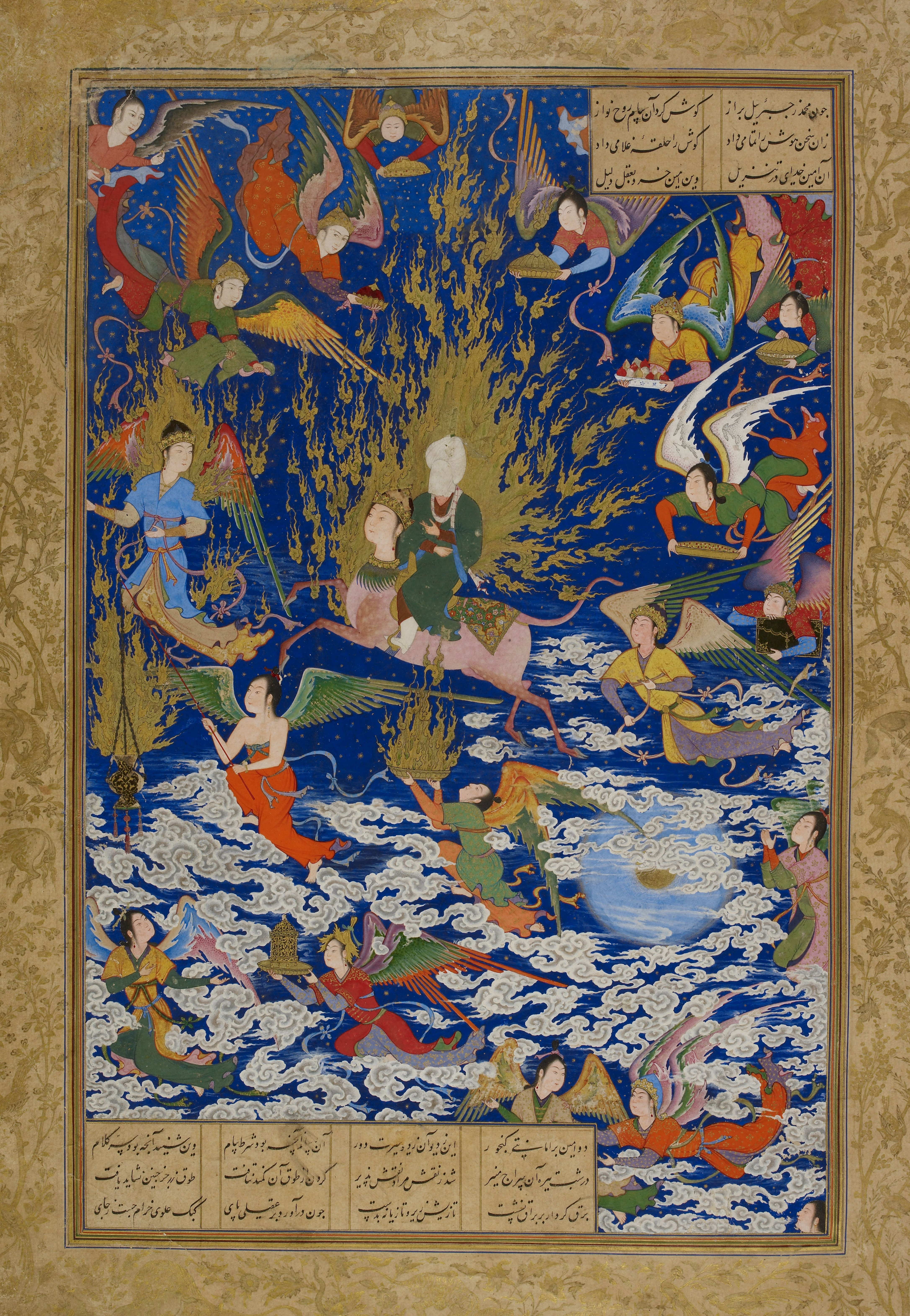
Al-Burak, miniatura perska, ok. 1550

Burak, Al-Burak (arab. البُراق) – nazwa legendarnego uskrzydlonego wierzchowca, który zgodnie z tradycją muzułmańską służył prorokowi Muhammadowi. W okolicach 620 roku, czyli jeszcze przed hidżrą, miał odbyć na nim cudowną nocną podróż najpierw z Mekki do Jerozolimy (z arabskiego: isra), a następnie udać się do siódmego nieba (Al-Mi’radż). Do powyższych wydarzeń nawiązuje Koran w następujących surach: Al-Isra (werset 1 i 62; po polsku “Nocna Podróż”) i An-Nadżm (wersety od 1 do 18; po polsku “Gwiazda”).

## Wygląd

Pierwsze wyobrażenie Al-Buraka zawarte w “Dżami’ at-tawarich”.

Stworzenie nie zostało do końca opisane w Koranie, niemniej nie przeszkodziło to miniaturzystom w późniejszych próbach odtworzenia wyglądu Al-Buraka. Początkowo postać wierzchowca była porównywana do osła, konia bądź też muła; tutaj można mówić o wpływie tradycji podróży na osiołkach, odbywanych przez Jezusa oraz Abrahama. Następnie wysunięto tezę, zgodnie z którą Al-Burak posiadał ludzką głowę. Perski uczony muzułmański Chwandamir opisuje stworzenie jako postać o ludzkim obliczu, uszach słonia, piersi muła, końskiej grzywie, szyi i ogonie wielbłąda, a także o krowich kopytach. Jego włosy mają połyskiwać jak zbroja; ma być uskrzydlony oraz niewyobrażalnie szybki. Ze względu na to, że stworzenie było określane jako piękne, nadawano mu twarz kobiecą lub o bardzo kobiecych rysach, chociaż de facto nie ma ono płci. Pierwszy obraz wierzchowca pochodzi z 1314 roku ze zbioru kronik Raszida ad-Dina “Dżami’ at–tawarich”.

Wyobrażenia dotyczące wyglądu Al-Buraka. Rys. E. Żygulska

Później ten opis nieco wymykał się spod kontroli teologów muzułmańskich i komentatorów. Artyści muzułmańscy, prawdopodobnie ze względów estetycznych, w późniejszych latach w ramach inspiracji częściej zasięgali popularnych wzorów legendarnych istot i hybryd (takich jak chimera czy pegaz) znanych z innych kultur pochodzących głównie ze starożytnej Anatolii, między innymi z kręgów hetyckich, urartyjskich oraz frygijskich. Ostatecznie, w obecnych czasach najpopularniejszym ludowym przedstawieniem Al-Buraka jest postać o głowie kobiecej, ze skrzydłami i pawim ogonem.

## Etymologia nazwy
Imię – podobnie jak wygląd stworzenia – również interpretowano na rozmaite sposoby.  Najpopularniejsze tłumaczenie to “błyskawica” (arab. برق; barq), z uwagi na prędkość istoty; nieco rzadziej koreluje się imię Al-Buraka ze słowem oznaczającym “promienny” lub “świetlisty” (مشرق; mušriq), tym razem z racji jasnego umaszczenia. Natomiast w kręgach sufickich nazwę rozumiano jako “tchnienie”, czyli symbol mistycznego oddechu, ekstazy i wiary w umiejętność błyskawicznego przemieszczania się między światem ludzkim a boskim. Równolegle istnieje jeszcze hipoteza E. Blocheta, zgodnie z którą Al-Burak jest zarabizowaną wersją perskiego słowa barāg bądź bārag. Miałoby to oznaczać dosłownie “bestię”, albo bardziej precyzyjnie “wierzchową bestię”.

## Podróż do siódmego nieba
Późniejsi komentatorzy oraz teolodzy muzułmańscy wyjaśniają, że to Anioł Gabriel miał przyprowadzić Al-Buraqa do Muhammada modlącego się w Al-Ka’abie. Miało to przypieczętować pozycję Muhammada jako ostatniego i najważniejszego z proroków, ponieważ Al-Burak miał już służyć przedtem innym prorokom, takim jak Abraham (według relacji Ibn Ishaka miał go zawieźć do Hagar i Izmaela). Ponadto, ta legenda stała się jedną z ulubionych inspiracji dla miniaturzystów i poetów.
Legendarny wierzchowiec towarzyszył Prorokowi najpierw w dramatycznej nocnej podróży zwanej isra’, a jego rolą było przeniesienie go z Al-Ka’aby do Jerozolimy, aby w następnej kolejności wznieść się razem z nim do siódmego nieba (ta część podróży jest nazywana miʿrāǧ). Taki obrót spraw przydał Jerozolimie rangę trzeciego miasta kultu muzułmańskiego tuż po Medynie i Mekce. Żydowska Ściana Płaczu w Jerozolimie jest uważana za miejsce, przy którym zatrzymał się Al-Burak.

### Wzmianki w hadisach i tafsirach
- At-Tabari w swoim tafsirze do sury Al-Isra opisuje Al-Buraka jako zwykłego konia[8], co stanowi przeciwstawny pogląd do szerzej znanego obrazu wierzchowca jako niezwykłego stworzenia.
- Zgodnie z niektórymi hadisami, Al-Burak początkowo opierał się przed dosiadaniem swojego grzbietu. Dopiero po uprzejmych namowach Gabriela zgodził się nosić Proroka[8].
- Jedna z pierwszych literackich wzmianek o ludzkiej twarzy Al-Buraka pochodzi z XI wieku z hadisu Ibn ‘Abbasa, przekazanego przez Tha’labiego, która głosi, że Al-Burak “miał lico niczym człowiek”[8].

## Al-Burak w sztuce współczesnej
Do dziś Al-Burak pozostaje obiektem uwagi współczesnych artystów. W tym przypadku pod uwagę bierze się głównie aspekty wykraczające poza legendarność stworzenia, takie jak jego bezpłciowość. Postać Al-Buraka wykorzystała w swojej twórczości Saba Tadż, amerykańska artystka pakistańskiego pochodzenia, inspirująca się głównie islamem oraz społecznością queer. W 2017 roku stworzyła instalację kinetyczną dotyczącą tej istoty, która bardzo ją zaciekawiła ze względu na to, w jaki sposób zaprzecza formie i różnorodnym konceptom występującym w rzeczywistości. Fascynuje ją również, w jaki sposób Al-Burak przetransformował swoją naturę i wygląd w kulturze na przestrzeni wieków.